# Plecoptera reussi
Plecoptera reussi là một loài bướm đêm trong họ Erebidae.